# Maria Czapska
Maria Dorota Leopoldyna Czapska h. Leliwa, ps. Dorota Obuchowicz, Maria Strzałkowska, Dorota Thun (właśc. hrabianka Hutten-Czapska, przydomku ani tytułu nie używała, ur. 6 lutego 1894 w Pradze, zm. 11 czerwca 1981 w Maisons-Laffitte k. Paryża) – polska historyczka literatury, eseistka, autorka wspomnień, siostra Józefa Czapskiego, wnuczka Emeryka Hutten-Czapskiego.

## Życiorys
Córka Jerzego Jana  i Józefy z Thun-Hohensteinów. Pochodziła z najzamożniejszej gałęzi rodu Czapskich, która posiadała olbrzymie, odziedziczone po Radziwiłłach latyfundia w okolicy Mińska Litewskiego i na Wołyniu.
W latach 1925–1930 Maria Czapska przebywała w Paryżu jako stypendystka, zbierając materiały do swej biografii Adama Mickiewicza (La vie de Mickiewicz, 1931). Po powrocie do kraju umieszczała różne artykuły i recenzje literackie w ważniejszych periodykach i gazetach i współpracowała z Polskim Słownikiem Biograficznym, gdzie umieściła m.in. wiele biogramów dotyczących swej rodziny, np. Józefa Napoleona Czapskiego.
W 1939 otrzymała nagrodę literacką „Wiadomości Literackich” za monografię Ludwika Śniadecka z 1938.
W czasie okupacji niemieckiej działała m.in. w organizacji Żegota, pomagającej Żydom. W roku 1945 przedostała się przez zieloną granicę do Francji, gdzie pozostała do końca życia. Od roku 1947 do końca życia działała i publikowała w „Kulturze” i mieszkała w siedzibie „Kultury” w Maisons-Laffitte, gdzie też zmarła.
Członek Polskiego Towarzystwa Naukowego na Obczyźnie.
Podpisała list pisarzy polskich na Obczyźnie, solidaryzujących się z sygnatariuszami protestu przeciwko zmianom w Konstytucji Polskiej Rzeczypospolitej Ludowej (List 59). W PRL informacje na temat Marii Czapskiej podlegały cenzurze. Jej nazwisko znajdowało się na specjalnej liście osób z całkowitym zakazem publikacji. Zalecenia cenzorskie dotyczące jej osoby zanotował Tomasz Strzyżewski, który w swojej książce o peerelowskiej cenzurze opublikował notkę informacyjną nr 9 z 1975 roku Głównego Urzędu Kontroli Prasy, Publikacji i Widowisk. Wytyczne dla cenzorów zawierały na liście autorów zakazanych jej nazwisko głosząc: „(...) w stosunku do niżej wymienionych pisarzy, naukowców i publicystów przebywających na emigracji (w większości współpracowników wrogich wydawnictw i środków propagandy antypolskiej) należy przyjąć zasadę bezwarunkowego eliminowania ich nazwisk oraz wzmianek o ich twórczości, poza krytycznymi, z prasy, radia i TV oraz publikacji nieperiodycznych o nienaukowym charakterze (literatura piękna, publicystyka, eseistyka)”.
Laureatka Nagrody Związku Pisarzy Polskich na Obczyźnie w 1975 roku.

## Odznaczenia
- Srebrny Wawrzyn Akademicki (5 listopada 1938)[9]

## Prace Marii Czapskiej
- La vie de Mickiewicz, Paris 1931
- Ludwika Śniadecka, Kraków 1938
- Szkice mickiewiczowskie, London 1963
- Dwugłos wspomnień (pisane z bratem), London 1965
- Europa w rodzinie, Paris 1970
- Czas odmieniony, Paris 1978
- Gwiazda Dawida, London 1975
- Polacy w ZSRR (1939–1942) (antologia), Paris 1963
- Ostatnie odwiedziny i inne szkice, Warszawa 2006